# 恐龍兄弟2
《恐龙兄弟2》是Mega Drive游戏机上《恐龙兄弟》系列的第2集，是一款实时的模拟游戏。玩家扮演造物主“The Egg”，繁殖各种恐龙，并控制各种自然环境来保证恐龙的生长、繁殖，指挥恐龙与入侵的外星人制造出来的各种怪兽战斗，保护地球。

## 概述
有评论认为，这款游戏迎合了人们的环保意识，而且游戏的模拟系统可以让玩家体会到生物与自然环境的关系。
游戏模式有4种：
- 练习模式
- 故事模式
- 原创模式
- 对战模式

游戏中的一个基本概念就是P值。在游戏中执行任何命令都要消耗P值，不同的指令所消耗的P值不同。而P值得增加则是通过对恐龙的繁殖来实现的。不同种类的恐龙所产生的P值也不相同。

## 角色系统
游戏中的角色无论敌我全部都是恐龙，基本上可以分为3大类：草食兽、肉食兽、卵食兽。他们都能够根据所吃下的食物的量进行产卵，但是不同种类的恐龙之间产卵速度不同。

### 草食兽
草食兽是增加P值的重要来源。草食兽的一项重要技能是会游泳，可以游到新的地方进行繁殖。草食兽可以分为繁殖型和防御型2种。
繁殖型草食兽的产卵率是所有种类恐龙中最高的，但移动速度却最慢；而且体力、攻击力、防御力也最低。而防御型草食兽的防御力是所有种类恐龙中最高的。

### 肉食兽
肉食兽是游戏中进行战斗的主要兵力。可以分为迎击型、攻击型和飞行型。当迎击型和攻击型肉食兽饥饿时会吞吃己方的草食兽。
迎击型肉食兽的移动速度最快，它们只对进入视野的敌人进行攻击。攻击型肉食兽的体力和攻击力最强，会主动寻找敌人作战。飞行型肉食兽能够飞行，不受地形限制，体力低下时，会自动从附近的水域里捕食。

### 卵食兽
卵食兽喜欢吃卵。主要用来限制敌方繁殖。

## 指令系统

### 对恐龙的指挥

恐龙兄弟2的战斗画面

游戏的指令系统采用真实时间，玩家对恐龙的指挥基本上不需要单独指挥，只要对某个群体下达指令，每只恐龙会根据情况自动执行命令。指令主要有：
- 进击：指示恐龙攻击的方向。
- 繁殖：草食兽全力繁殖，肉食兽在周围警戒
- 突击：指挥恐龙向特定目标攻击
- 乱斗：让全体恐龙向附近的敌人展开攻击

玩家可以改变己方恐龙卵（游戏中不同种类恐龙卵的外观有所不同）的类型和性质，例如通过种族改造指令可以把草食兽卵改造为卵食兽卵；通过强化改造则可以使孵化出来的该类恐龙的专长提升到最高。当P值达到一定数值，还可以直接创造需要的恐龙卵。

### 对自然环境的改变
玩家通过下达指令可以种植不同的植物，用于改造土地、阻碍行动路线。例如在我方区域周围种树，使敌人无法靠近，树木只能在发生自然灾害时才会被破坏。
玩家还可以制造各种自然灾害，例如地震、陨石等，来改善地形，或者作为攻击敌人的辅助手段。